# مينوئية (غوغر)
مینوئیة (بالفارسية: مینوئیه) هي قرية تقع في إيران في قسم غوغر الريفي.